# Аботсфорд (Висконсин)
Аботсфорд (енгл. Abbotsford) град је у америчкој савезној држави Висконсин.

## Демографија
По попису из 2010. године број становника је 2.310, што је 354 (18,1%) становника више него 2000. године.
| Група             | 2000.         | 2010.         |
| Белци             | 1.902 (97,2%) | 1.703 (73,7%) |
| Афроамериканци    | 3 (0,2%)      | 2 (0,1%)      |
| Азијати           | 1 (0,1%)      | 16 (0,7%)     |
| Хиспаноамериканци | 39 (2,0%)     | 578 (25,0%)   |
| Укупно            | 1.956         | 2.310         |